# Ian Grojnowski
Ian Grojnowski és un matemàtic australià que treballa al Departament de Matemàtiques Pures i Estadística Matemàtica de la Universitat de Cambridge.

## Premis i honors
Grojnowski va ser el primer receptor del Premi Fröhlich de la Societat Matemàtica de Londres el 2004 pel seu treball en teoria de la representació i geometria algebraica. La citació es llegeix:
| « | Els plantejaments de Grojnowski sobre els contextos geomètrics per a la teoria de la representació es remunten a la seva tesi amb George Lusztig sobre els caràcters dels espais homogenis. Ha explotat aquestes idees per fer avenços en diverses àrees completament inesperades, incloent representacions de les àlgebres afins de Hecke a arrels d'1 (resultats generalitzats de Kajdan i Lusztig), la teoria de la representació dels grups simètrics Sn en la característica p, la introducció (simultàniament amb Nakajima) d'operadors de vèrtexs sobre la cohomologia dels esquemes de Hilbert de subconjunts finits d'una superfície algebraica complexa i (en treball conjunt amb Fishel i Teleman), la prova de la conjectura de Macdonald d'Hanlon i Feigin per a àlgebres de Lie reductores. | » |